# Tyto deroepstorffi
Cú lợn Andaman  (Tyto deroepstorffi) là một loài chim trong họ Tytonidae. Trước kia nó thường được coi như là một phân loài của Cú lợn lưng xám (Tyto alba), nhưng hiện nay nó được xem là một loài riêng biệt.

## Mô tả
Cú lợn Andaman  có hình dạng và kích thước tương tự Cú lợn lưng xám với khuôn mặt dạng đĩa điển hình nhưng có màu lông sáng hơn, phần trên màu nâu sẫm và phần dưới màu nhạt hơn. Cánh và đuôi tương đối ngắn. Chiều dài khoảng 30–36 cm, cánh 250–264, đuôi 110-113mm.

## Phân bố và lối sống
Là loài đặc hữu của quần đảo Andaman. Chúng sinh sống trong các vùng mở có cây cối ven biển, xung quanh và trong các khu dân cư.
 Cú lợn Andaman  săn mồi vào ban đêm bằng đôi chân với móng vuốt mạnh mẽ. Con mồi có lẽ là các loài gặm nhấm nhỏ, như chuột nhắt hay chuột cống.